# August Bécu

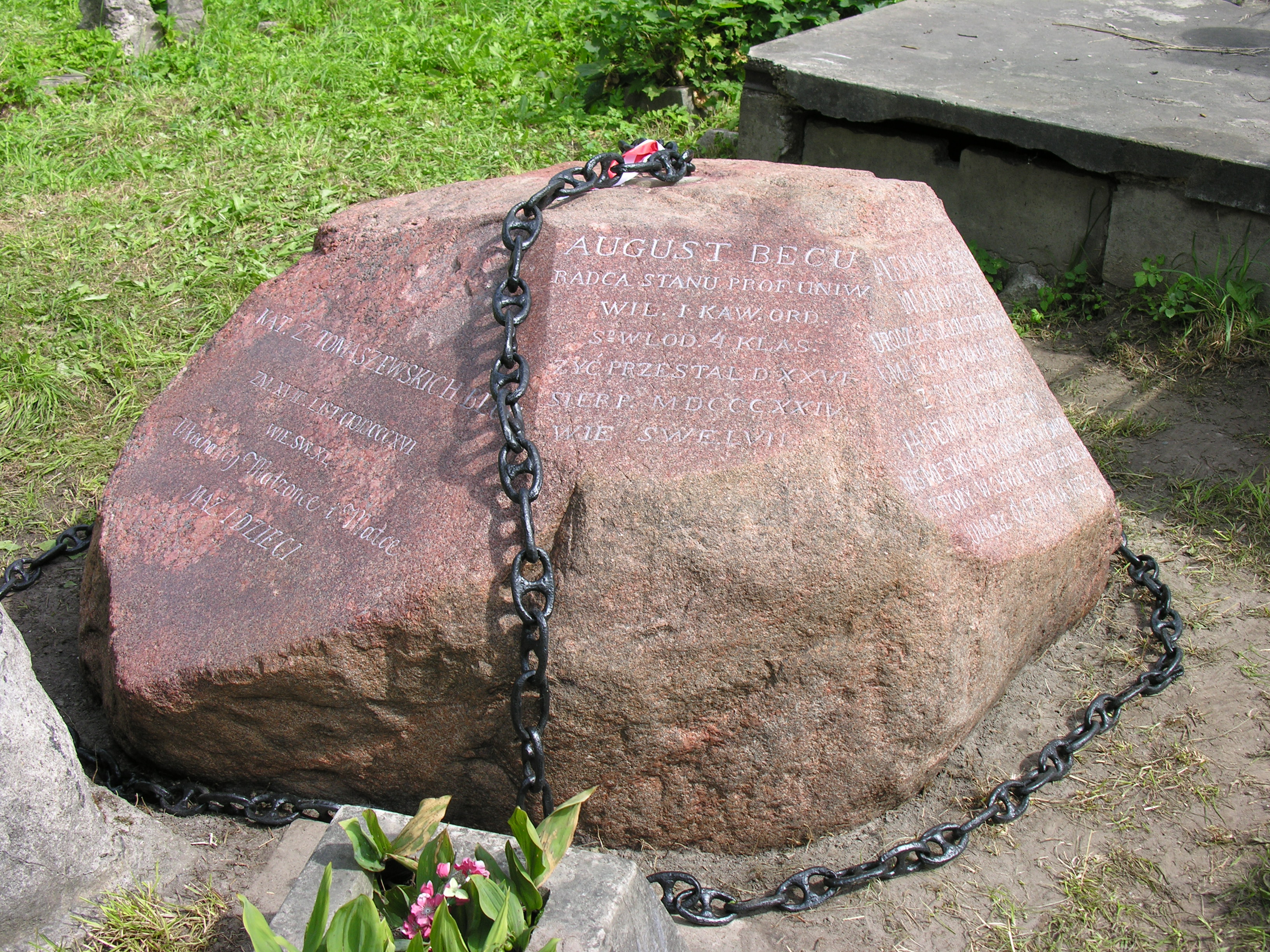
Grób Augusta Bécu na cmentarzu Na Rossie w Wilnie (2009)

August Ludwik Bécu (ur. 22 kwietnia?/3 maja 1771 w Grodnie, zm. 26 sierpnia?/7 września 1824 w Wilnie) – polski chirurg, profesor medycyny, wykładowca higieny i patomorfologii na Cesarskim Uniwersytecie Wileńskim, członek założyciel Wileńskiego Towarzystwa Lekarskiego (1805); ojczym Juliusza Słowackiego.

## Życiorys
Wywodził się z osiadłej w XVII w. na Pomorzu rodziny francuskich protestantów. Jego ojciec, Jan Ludwik Bécu, osiedlił się w Rzeczypospolitej za panowania króla Stanisława Augusta. W 1775 został nobilitowany. Matką była Karolina z Heinów.
Ukończył szkołę średnią w Grodnie, a następnie (ze złotym medalem) Szkołę Główną Litewską.
29 czerwca 1789 uzyskał doktorat z filozofii, 6 stycznia 1793 doktorat z medycyny, 1 października 1797 został wykładowcą, a od 1806 profesorem zwyczajnym na Uniwersytecie Wileńskim.
W latach 1798–1814 był lekarzem w wileńskim szpitalu szarytek. Wydał rozprawę O wakcynie, czyli tak zwanej krowiej ospie (1803), traktującą o odkrytej przez Edwarda Jennera metodzie szczepienia wirusem ospy krowiej przeciwko ospie prawdziwej; sam też tę metodę zastosował w 1801, jako pierwszy na Litwie.
Był współzałożycielem, a od 1811 prezesem Wileńskiego Towarzystwa Lekarskiego. W latach 1805–1824 był członkiem korespondentem Towarzystwa Warszawskiego Przyjaciół Nauk.
Zginął od porażenia piorunem 26 sierpnia?/7 września 1824 około godz. 14.00 podczas drzemki w swoim mieszkaniu przy ul. Zamkowej 7 w Wilnie. Według współczesnych relacji piorun, od którego zginął Bécu, był piorunem kulistym.
Został pochowany na cmentarzu Na Rossie w Wilnie.

## Życie prywatne
Z pierwszą małżonką, Katarzyną z Tomaszewskich Bécu (zm. 18 XI 1816), miał dwie córki: Aleksandrę Mianowską (1804–1832), żonę Józefa Mianowskiego, serdeczną przyjaciółkę i powiernicę Juliusza Słowackiego i Hersylię Januszewską (1806–1872), żonę Teofila Januszewskiego, brata Salomei – matki poety.
17 sierpnia 1818 poślubił Salomeę Słowacką. Został w ten sposób ojczymem ośmioletniego wówczas Juliusza Słowackiego.

## Prace
- August Bécu: O wakcynie, czyli tak zwaney ospie krowiéy. Wilno: Drukarnia Imperatorskiego Uniwersytetu, 1803, s. 8. OCLC 233450326.
- August Bécu: Rozprawa o doskonałości szpitalów: miana na publicznem posiedzeniu przy rozpoczęciu Kursów Rocznych w Imperatorskim Wilenskim Uniwersytecie dnia 15.7bra 1807. Wilno: Drukarnia Diecezjalna u XX. Missyonarzów, 1807, s. 57. OCLC 69479628.

## PostaćDoktoraz III częściDziadów
Był pierwowzorem postaci Doktora z III części Dziadów (1832) Adama Mickiewicza. August Bécu jako profesor i członek władz Uniwersytetu Wileńskiego był odbierany przez Adama Mickiewicza, przebywającego w tym czasie, tj. w latach 1823–1824 w więzieniu w klasztorze bazylianów w Wilnie i na zesłaniu oraz patriotyczną młodzież, jako zdrajca i współpracownik senatora Nikołaja Nowosilcowa. W 1832 Juliusz Słowacki, po lekturze III części „Dziadów”, uważał, że takie przedstawienie jego ojczyma jest krzywdzące, niesprawiedliwe i zniesławiające – chciał wyzwać Adama Mickiewicza na pojedynek. Ostatecznie pojedynek nie odbył się, a skończyło się to wzajemną niechęcią poetów. W odpowiedzi Juliusz Słowacki podjął polemikę z Adamem Mickiewiczem i III części „Dziadów”, wydając w 1834 dramat Kordian. Wątek śmierci od pioruna Juliusz Słowacki wykorzystał w tragedii Balladyna (1839).

(...) – słychać uderzenie piorunu)
WSZYSCY

(zlęknieni)
Słowo stało się ciałem! – To tu!
INNI
Tu! tu!
KS. PIOTR
Nie tu.
JEDEN

(patrząc w okno)
Jak blisko – w sam róg domu uniwersytetu.
SENATOR

(podchodzi do okna)
Okna Doktora!
KTOŚ Z WIDZÓW
Słyszysz w domu krzyk kobiéty?
KTOŚ NA ULICY

(śmiejąc się)
Cha – cha – cha – diabli wzięli.
(Pelikan wbiega zmieszany)
SENATOR
Nasz Doktor?
PELIKAN
Zabity
Od pioruna. Fenomen ten godzien rozbiorów:
Około domu stało dziesięć konduktorów.
A piorun go w ostatnim pokoju wytropił,
Nic nie zepsuł i tylko ruble srebrne stopił,
Srebro leżało w biurku, tuż u głów Doktora,
I zapewne służyło dziś za konduktora.
STAROSTA
Ruble rosyjskie, widzę, bardzo niebezpieczne.
(...)